# الدير (الأقصر)
قرية الدير هي إحدى القرى التابعة لمركز اسنا في محافظة الأقصر في جمهورية مصر العربية. حسب إحصاءات سنة 2006، بلغ إجمالي السكان في الدير 33568 نسمة، منهم 17328 رجل و16240 امرأة.